# Межлесье (Брестская область)
Межле́сье, Мижле́сье (бел. Міжле́ссе) — агрогородок в составе Вульковского сельсовета Лунинецкого района Брестской области Беларуси.

## Этимология
Топоним «Міжлессе» является названием-ориентиром, указывающим на положение селения между лесными массивами.

## Географическое положение
Межлесье расположено на р. Смердь в 28 км на северо-восток от Лунинца и в 33 км от ж/д станции Лунинец. Связи осуществляются по автодороге Межлесье — Дворец.

## История
Первоначально на осушенных землях бывшего имения Лахва возник хутор Андрушкова (Андрушковка). Именно под этим названием будущий агрогородок был известен вплоть до 1901 года. С 1921 года по 1939 год Межлесье, записанный в 1923 году как колония Андрушовка, находился в составе Польши, относясь к Лахвенской гмине Лунинецкого повята. В конце 1939 года оказавшись как хутор в составе БССР, Межлесье с 15 января 1940 года числилось в составе Лунинецкого района Пинской области, с 12 октября 1940 года — в составе Красновольского сельсовета того же района, с 8 января 1954 года — того же района Брестской области. Наконец, 16 июля 1954 года Межлесье вошло в состав Вульковского сельсовета того же района и той же области.
На фронте во время Великой Отечественной войны погибли 12 жителей. После войны произошли восстановление колхоза «17 сентября» и открытие начальной школы в 1948 году. Совхоз «XXV съезд КПСС», получивший современное название в 1991 году, был образован в 1984 году. С 2002 года находится в составе колхоза «Авангард» в данный момент Кусп " Межлесское" В Межлесье действуют фельдшерско-акушерский пункт, Дом культуры, средняя школа, детский сад, гостиница, кафе, столовая, три магазина и отделение связи. При местном Доме культуры действует хор, созданный в 1987 году и получивший в 1994 году звание народного, а при школе — музей народного творчества.

## Население
- 1923 год — 41 двор и 219 человек (181 русский, 13 поляков; 203 православных, 16 католиков)[2]
- 1994 год — 1140 человек, 235 хозяйств[2]
- 2002 год — 1145 человек, 325 хозяйств[2]
- 2005 год — 1119 человек, 323 хозяйства[2]
- 2019 год — 794 человека

## Комментарии
1. ↑  Название и ударение даны по: Назвы населеных пунктаў Рэспублікі Беларусь : Брэсцкая вобласць: нарматыўны даведнік / І. А. Гапоненка і інш.; пад рэд. В. П. Лемцюговай. — Минск: Тэхналогія, 2010. — С. 196, 201. — 318 с. — ISBN 978-985-458-198-9..